# Birmingham South Stars
Birmingham South Stars var ett amerikanskt professionellt ishockeylag som spelade i Central Hockey League (CHL) för säsongen 1982-1983. Laget spelade sina hemmamatcher i inomhusarenan BJCC Coliseum som är en del av konferensanläggningen Birmingham-Jefferson Convention Complex i Birmingham i Alabama. Under deras enda säsong i CHL lyckades de ta sig till final, där blev det dock förlust mot Indianapolis Checkers med 5-2 i matchserien.
Laget var samarbetspartner till Minnesota North Stars i den nordamerikanska proffsligan National Hockey League (NHL). De spelare som lyckades spela i NHL var bland annat Don Beaupre, Don Jackson, Wes Jarvis, Mario Lessard, Dave Logan, Dave Richter och Warren Young.